# Giesbert Uber

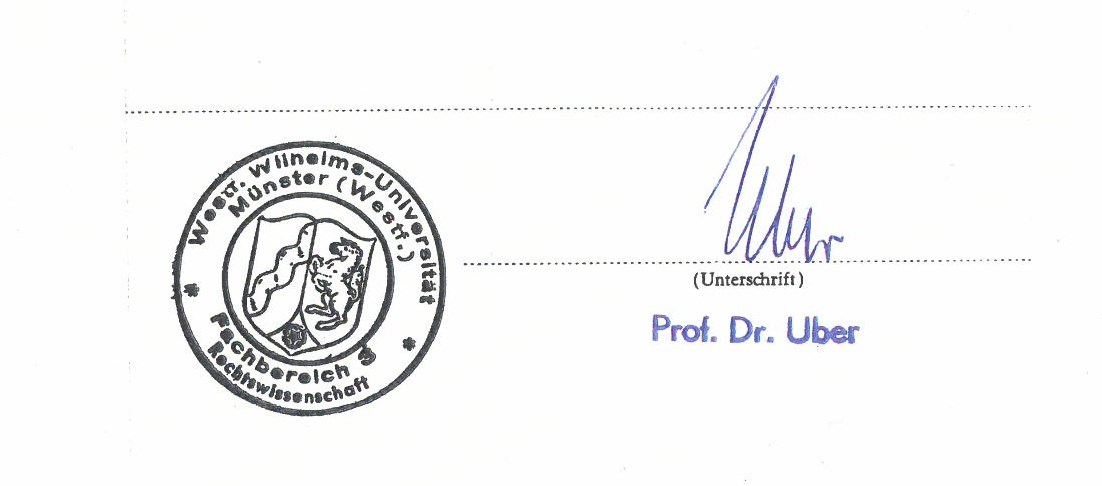
Unterschrift Giesbert Uber, Universität Münster

Giesbert Uber (* 20. Oktober 1921 in Halle an der Saale; † 18. Dezember 2004) war ein deutscher Rechtswissenschaftler.
1960 wurde Uber Privatdozent an der Universität Hamburg. 1964 erhielt er einen Lehrstuhl für Öffentliches Recht an der Universität Münster. Zugleich wurde er dort Direktor des Instituts für Wirtschaftsverwaltungsrecht. In den 1970er Jahren war er ferner Direktor des Rechtswissenschaftlichen Seminars und Direktor des Instituts für Öffentliches Recht und Politik.
Zitiert wird er gelegentlich mit der den Digesten nachgebildeten Sentenz „in dubio pro libertate (im Zweifel für die Freiheit)“, die er in seiner Schrift Freiheit des Berufs als obersten Auslegungsgrundsatz propagierte.

## Werke
- Freiheit des Berufs. Artikel 12 des Grundgesetzes. Nach einer rechtsgrundsätzlichen Betrachtung der individuellen Freiheit. (= Abhandlungen aus dem Seminar für öffentliches Recht. Universität Hamburg Heft 42). Appel, Hamburg 1952, OCLC 875339578.
- Postulationsfähigkeit der Prozeßagenten und Rechtsanwälte vor den Entschädigungskammern der Landgerichte nach dem BEG-Rechtsgutachten erstellt. Knipping, 1956, swb.bsz-bw.de, kataloge.uni-hamburg.de.
- Bericht über die Tagung der Vereinigung der Deutschen Staatsrechtslehrer 1960 in Köln. AöR 86 (1961), 101–121, ISSN 0003-8911.
- Arbeitszwang, Zwangsarbeit, Dienstpflichten. In: Hans Peter Ipsen (Hrsg.): Hamburger Festschrift für Friedrich Schack zu seinem 80. Geburtstag am 1. Oktober 1966. Metzner 1966, S. 167–182, OCLC 258308459.
- Wirtschaftsverfassungs- und verwaltungsrecht. In: Rudolf Weber-Fas (Hrsg.): Jurisprudenz. Die Rechtsdisziplinen in Einzeldarstellungen (= Kröners Taschenausgabe. Band 474). Kröner, Stuttgart 1978, ISBN 3-520-47401-8, S. 621 ff.
- Herausgeberschaft: Mit Norbert Achterberg u. a.: Münsterer Beiträge zum Öffentlichen Recht. C. F. Müller, Heidelberg 1978 ff, ZDB-ID 551844-1.